# ماريو غيلا
ماريو غيلا (بالإيطالية: Mario Ghella)‏ مواليد 23 يونيو 1929 في إيطاليا، هو دراج إيطالي سابق في صنف سباق الدراجات على المضمار. سبق أن شارك في دورة الألعاب الأولمبية الصيفية وفاز بميدالية أولمبية.

## الميداليات
| الميدالية | المسابقة                       |
| --------- | ------------------------------ |
| ذهبية     | الألعاب الأولمبية الصيفية 1948 |

## روابط خارجية
- ماريو غيلا على موقع أرشيف الدراجات (الإنجليزية)
- ماريو غيلا على موقع CycleBase (الإنجليزية)
- ماريو غيلا على موقع اللجنة الأولمبية الدولية (الإنجليزية)
- ماريو غيلا على موقع أوليمبيديا (الإنجليزية)
- ماريو غيلا على موقع اللجنة الأولمبية الإيطالية (الإيطالية)